# Museo Catedralicio de Salamanca
El Museo Catedralicio de Salamanca, situado en las salas capitulares de la Catedral Vieja de Salamanca (España), fue inaugurado en 1953 y en él se exponen algunas de las obras pertenecientes al tesoro catedralicio salmantino.
El museo destaca sobre todo por su colección de pinturas de los siglos XV y XVI.

## Salas del museo

### Primera sala
La primera sala del museo está dedicada fundamentalmente al pintor Fernando Gallego, que según algunos autores debió nacer en Salamanca, aunque otros afirman que no hay pruebas que lo corroboren, y algunas de las obras expuestas en la misma son las siguientes:
- Tríptico de la Virgen de la Rosa. La tabla central, en la que aparece la Virgen María junto a su hijo, el Niño Jesús, está firmada por Fernando Gallego, y en las laterales aparecen San Andrés y San Cristóbal, debiendo haber sido realizado todo el conjunto hacia el año 1480 y constituyendo una de las obras maestras de su autor.[2]
- Coronación de la Virgen María. Esta obra procede de la iglesia de Villaflores y le fue encargada a Fernando Gallego en 1480 por Rodrigo Álvarez, rector de la Universidad de Salamanca.[3]
- Flagelación de Cristo. También fue realizada esta pintura, que procede de la iglesia de El Campo de Peñaranda, por Fernando Gallego, aunque en ella ya pudo colaborar, según afirmó Rodríguez Gutiérrez de Ceballos, Francisco Gallego, que pudo ser hijo o hermano del pintor.[4]
- Tríptico de Santa Catalina. Esta obra presidía el altar de la capilla de Santa Catalina de la Catedral Vieja de Salamanca, y fue ejecutada en su totalidad por el pintor Francisco Gallego, mencionado anteriormente y quizá emparentado con Fernando Gallego, con cuyo estilo está vinculado, aunque las obras de Francisco destacaron por un marcado realismo que, en palabras de Rodríguez Gutiérrez de Ceballos llegaba en ocasiones a alcanzar «lo macabro».[4] En la predela o banco de este tríptico, cuya ejecución le fue encargada al pintor por el cabildo catedralicio salmantino entre 1499 y 1500, estaban colocadas varias tablas que representan a San Pedro, San Pablo, San Gregorio Magno y San Jerónimo que ahora se hallan repartidas entre esta sala y las siguientes del museo.[4]

A ambos lados del Tríptico de Santa Catalina están colocadas dos tablas ejecutadas también por Francisco Gallego y que representan El camino del Calvario y la Piedad, habiendo formado ambas parte antiguamente del retablo mayor de la Catedral Vieja salmantina.

### Segunda sala

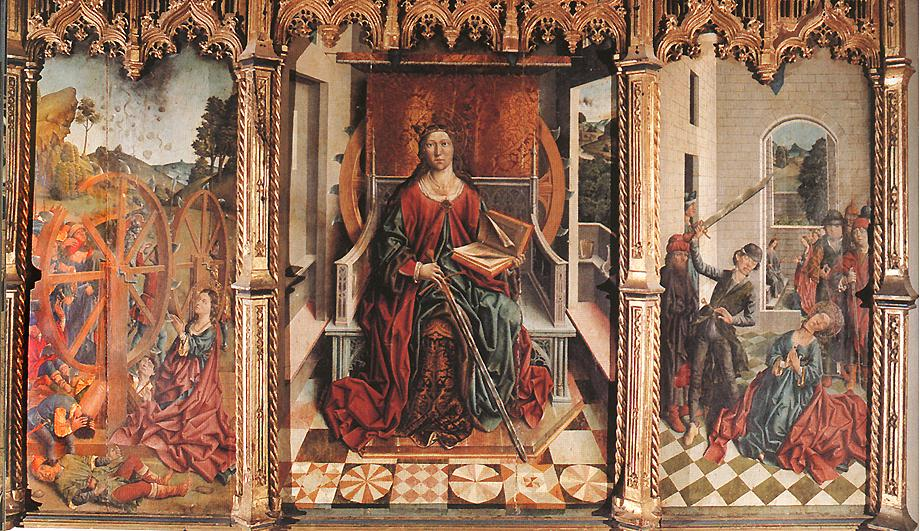
Tríptico de Santa Catalina, de Francisco Gallego.

Toda esta sala está cubierta con un «rico», en palabras de Rodríguez Gutiérrez de Ceballos, artesonado mudéjar adornado con motivos renacentistas y realizado por el carpintero Pedro Nieto. Y la obra más destacada de la sala es el cuadro de la Navidad de Fernando Gallego, que destaca por su realismo y cuyos personajes han sido tratados con ingenuidad y de manera popular, aunque la perspectiva del paisaje que aparece está planificada con una gran maestría, en opinión de Rodríguez Gutiérrez de Ceballos. Y algunas de las obras expuestas también en esta estancia son las siguientes:
- San Andrés entre dos clérigos donantes. Óleo sobre tabla atribuido a Francisco Gallego.[6]
- Epifanía. Obra de grandes dimensiones y posiblemente ejecutada por algún seguidor de Francisco Gallego.[6]
- San Jerónimo. Escultura en madera realizada en el siglo XVI por Alonso Berruguete.[6]

### Tercera sala

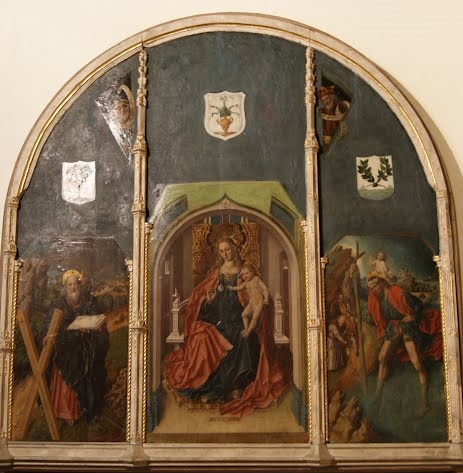
Tríptico de la Virgen de la Rosa.

Algunas de las obras expuestas en esta sala son las siguientes:
- Ocho pinturas sobre sarga ejecutadas en 1500 por Pedro Bello, que fue discípulo de Francisco Gallego, y cuya finalidad era servir como «portezuelas» del tríptico de Santa Catalina, expuesto en la primera sala del museo y mencionado anteriormente.[6]
- Tríptico de San Clemente, San Ivo y San Antonio, ejecutado a mediados del siglo XV y de autor desconocido.[6]
- Cuatro tablas de pequeño tamaño con escenas de la vida de San Antonio Abad ejecutadas, en palabras de Rodríguez Gutiérrez de Ceballos, por algún «mediocre» seguidor del pintor italiano Dello Delli.[6]
- Escultura en piedra de la Virgen María. Data de finales del siglo XIII y estuvo colocada, en el lugar que ahora ocupa la imagen de la Virgen de la Vega, en el retablo mayor de la Catedral Vieja de Salamanca.[6]
- Santiago Apóstol. Escultura de mediados del siglo XV tallada por algún miembro del círculo del maestro de los Anaya.[6]
- Órgano portátil de Francisco de Salinas, que fue catedrático de música en la Universidad de Salamanca, de finales del siglo XVI y adornado con un relieve policromado que representa el Árbol de Jesé.[7]
- Maqueta del tabernáculo neoclásico de la Catedral Nueva de Salamanca, que fue proyectado en 1790 por Martín Rodríguez y que está adornado con pequeñas estatuas de los doce Apóstoles ejecutadas por Juan Adán y Alfonso Giraldo Bergaz.[8]

### Cuarta sala
En la planta alta de las salas capitulares de la Catedral Vieja de Salamanca se exponen, entre otras, las siguientes obras:

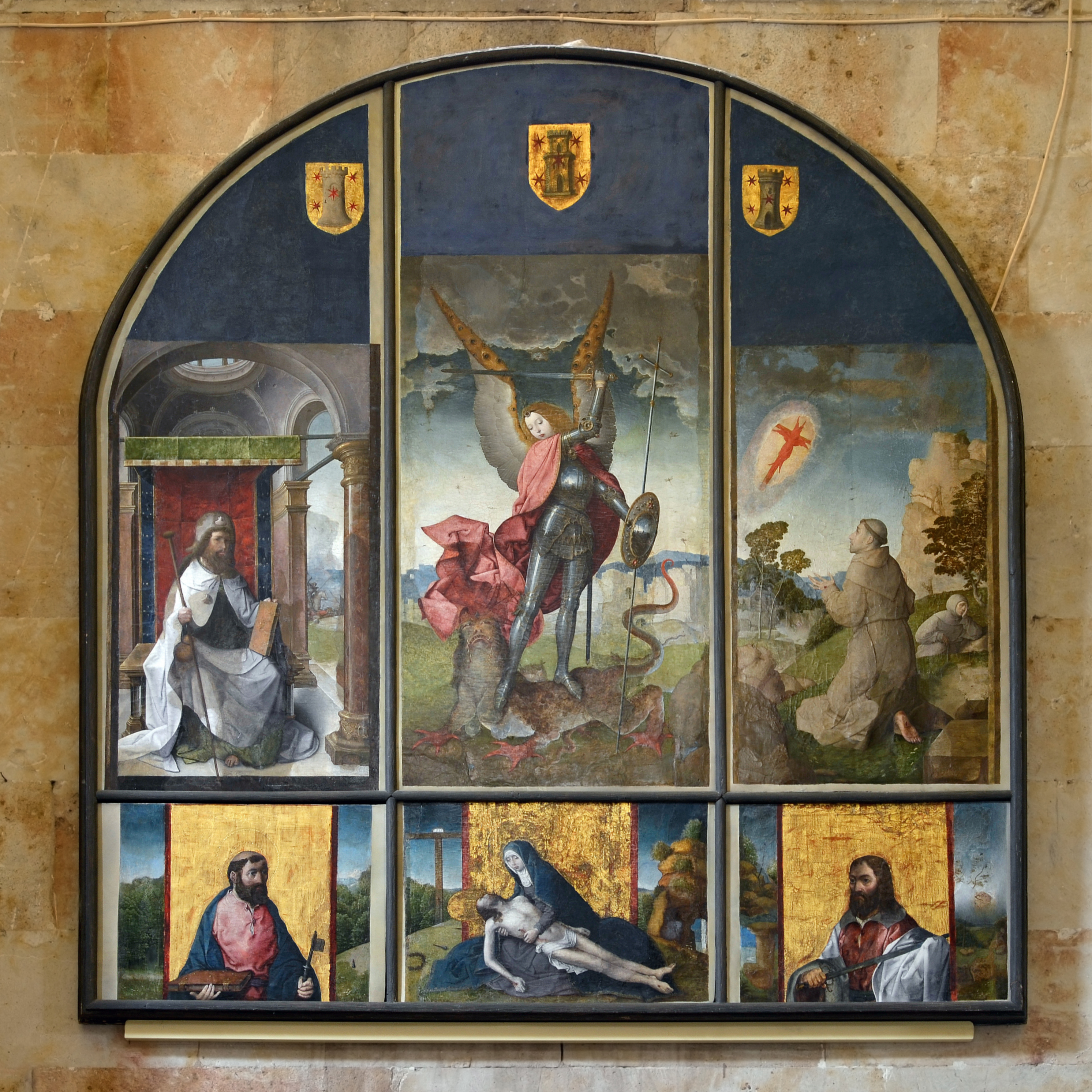
Tríptico de San Miguel Arcángel.

- Tríptico de San Miguel Arcángel, ejecutado por Juan de Flandes y encargado al pintor en 1506 por los hermanos Rodríguez de San Isidro, apareciendo en él San Miguel Arcángel, Santiago el Mayor y San Francisco de Asís, al tiempo que en la predela o banco del tríptico aparece la Piedad flanqueada por los apóstoles San Pedro y San Pablo.[8] Rodríguez Gutiérrez de Ceballos afirmó que en dicho tríptico son dignos de elogio «los delicados y tiernos colores, los refulgentes efectos de luz y la primorosa ejecución propia del maestro de Isabel la Católica».[8]
- Retablito de la Virgen del Pópolo. Es una copia del primer tercio del siglo XVI del célebre icono romano erróneamente atribuido al evangelista San Lucas.[8]
- Retablo de San Bartolomé. También data del primer tercio del siglo XVI y en él aparecen distintos pasajes de la vida y el martirio de San Bartolomé Apóstol, habiendo sido realizado por el maestro de Terradillos.
- Virgen de marfil abridera francesa de mediados del siglo XIII.[9]
- Crucifijo de pequeño tamaño adornado con esmaltes de Limoges y regalado a la catedral en 1655 por Martín López de Ontiveros, arzobispo de Valencia. Este crucifijo perteneció a Rodrigo Díaz de Vivar, el Cid Campeador.[9]
- Dos pergaminos de 1098 y de 1101 firmados por el Cid Campeador (sólo el primero de ellos), y por su esposa, Doña Jimena Díaz.[9]
- Fragmentos de telas árabes. Rodríguez Gutiérrrez de Ceballos los calificó como obras importantes.[9]